# ジム・ワトキンス
ジム・ワトキンス（英語: James Arthur Watkins, 1963年11月20日 - ）は実業家、元軍人。日本最大級の匿名掲示板「2ちゃんねる」と英語圏の画像掲示板「8chan」管理人。アメリカ合衆国・ムキルテオ出身。カリフォルニア州サクラメント在住。息子は8chanの元管理人で陰謀論者のロン・ワトキンス。万年筆オタク。
一部のジャーナリストや陰謀論研究者は、ワトキンス親子がQアノン陰謀論における「Q」の素性を知っているか、またはワトキンス自身が「Q」なのではないかと考えている。

## 概要
2000年頃より西村博之や中尾嘉宏らと協力して日本の巨大匿名掲示板群「2ちゃんねる」（現・5ちゃんねる）の運営者となり、巨大なトラフィックを支えるサーバー群を管理していた。後にPINKちゃんねる管理人にも就任。2ちゃんねるでは主に「Jim」と呼ばれている。
2014年2月、ワトキンスは西村博之から2ちゃんねるの管理権限を強制的に剥奪した（2023年1月に知的財産高等裁判所は違法な乗っ取りを認定）。その後、ワトキンスはフレドリック・ブレンナンと協力して画像掲示板「8chan」（現・8kun）の所有者および運営者となった（ブレンナンの辞任後は、管理人に息子のロンが就任した）。
ワトキンスは、8chanに投稿されたコンテンツが、複数の銃乱射事件や陰謀論に関連しているとして、西村博之が管理運営するアメリカの巨大匿名掲示板群「4chan」と同様、さまざまな批判や論争に直面している。2019年8月に発生したテキサス州エルパソの銃乱射事件を受けて8chanは閉鎖するが、すぐにワトキンスは後継となる「8kun」を立ち上げた。しかし、有害なコンテンツをホストしているとして同様の批判にさらされている。2019年9月には米国下院司法委員会に召喚され、サイトのコンテンツや運営方針について自己弁護した。
物議をかもす8chanは、ドキュメンタリー映画監督のカレン・ホーバックの注目するところとなり、ホーバックは2018年のQムーブメント初期から2021年1月6日の米議会議事堂襲撃事件までワトキンスに密着取材した。この時期のワトキンスの動向は、2021年3月にHBOで放送されたドキュメンタリー番組『Q: Into the Storm』で詳しく確認できる。

## 来歴
本職はホスティングサーバの運営会社であるN.T. Technology Inc.の会長である。かつてはネットワーク構築・管理会社Pacific Internet ExchangeのCOOであった。AERAなどの記事によれば、元アメリカ陸軍でヘリコプター整備士を務めながら、コンピューター関係の仕事に携わっていたという。
1998年、ワトキンスは「アジアンビキニバー」という日本向けのアダルトサイトを作成した。同サイトは運営を米国に置くことにより、日本の法律を回避することができた。この成功をもとにワトキンスは株式会社ゼロ代表取締役社長の「FOX★」こと中尾嘉宏と日本国内のウェブサイト向けにWebホスティングサービスを開始し、日本最大級の電子掲示板群「2ちゃんねる」のサーバーも初期のうちからホスティングしていた。
2001年1月、2ちゃんねるからアダルト系の板が分離し、PINKちゃんねるが設置され、時期不明だがPINKちゃんねるの管理者にはワトキンスが就任していると一般には信じられている。
2005年2月24日、株式会社ゼロ（札幌市厚別区）の取締役に就く。
2007年7月25日、イベントのため来日する。
2007年9月13日、PINKちゃんねるサーバーの大規模破損が発生する。
2013年5月26日、2ch.netのサーバーを管理運営するN.T.Technology（代表：ジム・ワトキンス）のプレスリリースとして、2ちゃんねるビューア（通称：「●」／現・プレミアムRonin）のサポート受付業務を「2ch.net」開設者のひろゆきが取締役を務めるティーケーテクノロジー（札幌市北区）に、「BIG-server.com」の日本での代理店業務をIIS（札幌市北区）に、それぞれゼロから変更することが発表された。

### 2ちゃんねるの管理者に
2014年2月19日、2013年8月の2ちゃんねる個人情報流出事件を受けて2ちゃんねるビューアが販売停止となっていた状況下で大規模なサーバーダウンが発生し、この過程で2ちゃんねるの実質的管理権限が何らかの理由によりワトキンスに移転、ワトキンスが2ちゃんねるの実質的管理者となる。これに対して西村博之は「こうしてささやかに終わり、時代は変わっていくんですなぁ」と当日中にツイートした。
その後すぐに、2ちゃんねるの各板に「Jim」名による「各関係者様」というタイトルの「924スレ」（書き込みなどができず、宣伝などに使われる特殊なスレッド）が立てられ、この中で「N.T.Technology会長のジム・ワトキンスがサーバー料金の未払いを理由に当時の運営陣である西村博之らを全員解任し、管理人にワトキンス本人とその親族が就任する」と言う主旨の発表があった。
2014年4月3日、各板に立った「Jim」名による「Racequeen incは、2ch.netというドメインの所有者であり」というタイトルの特殊スレッドによれば「『2ch.net』のドメインは『Racequeen inc』が所有し、現在の運営体制にも違法性は無いとした上で、何ら司法判断が存在しない状態でRacequeen incとの商取引に違法性があるとする西村博之の主張に対しては法的対応も検討する」という主旨の発表があった。その後、所有権については西村博之と裁判を行い、地裁で敗訴するものの、2019年4月25日の東京高等裁判所の判決でワトキンスの所有権が認められた。その後、西村博之は最高裁に上告をするも棄却。
2017年10月1日、掲示板トップページに「掲示板の管理運営権を『Racequeen, Inc』から『Loki Technology, Inc』に移転」する主旨が告知され、譲渡先とされた「Loki Technology, Inc」名義で、「権利関係で無用な紛争を生じさせないため、掲示板を新たに『5ちゃんねる（5ch.net）』として運営する」ことが発表された。これにより2ちゃんねる（「2ch.net」）は5ちゃんねる（「5ch.net」）へと名称およびドメイン名が変更された。
2023年1月26日、知的財産高等裁判所は、西村博之が主張するRacequeen社による2ちゃんねる乗っ取りを認定し、同社に対して2億1700万円を西村に支払うことを命じた。

### 8chanのオーナーに
2016年7月、アメリカ合衆国の匿名画像掲示板・8chan（現・8kun）のオーナーとなる。その後、8chanは2020年11月3日まで息子のロンが管理人を務めた。しかし、ワトキンスのビジネスパートナーであった8chan開設者のフレドリック・ブレンナンとは関係が悪化し、後に敵対関係となる。

#### 各国の銃乱射事件による召喚
2019年8月15日、8chanのユーザーが3度にわたる銃乱射事件を起こしたことを受け、アメリカ合衆国下院はワトキンスに対し、議会での証言を求めて召喚状を出した。ワトキンスは、8chanを言論の自由の「世界最後の砦」だとして召喚に応じ、その中で
8chanとはレトロゲームの攻略法や家庭料理のレシピの情報交換や、時には政府の検閲を逃れるための情報を書き込むような匿名掲示板であり、差別や無知にもとづく投稿をしているのは、ほんの一部にすぎない。アメリカ合衆国憲法に規定された言論の自由を最大限まで尊重するウェブサイトが8chanであり、言論の自由を制限したからといって過激主義を根絶することはできない。
と回答した。
これに対して、米Cloudflare社CEOのマシュー・プリンスは、8chanへのサービス打ち切りについて次のように述べている。
理論的根拠は単純なことです。彼らは自身を無法者と認めており、その無法ぶりが多くの悲惨な死を招いたからだ。8chanが、差別主義者コミュニティーの抑制を拒否したことが法律の文面には違反していなかったとしても、その精神に反することを喜び、はしゃぐ環境を作り出した。8chanは繰り返し、自らヘイトの肥溜めであることを証明した。
また銃乱射事件を受けてSplinter Newsは「世界で最も卑劣なウェブサイト」「インターネットを不気味な場所にする肥えだめ」と8chanを評した。
2020年11月3日、8kunの管理人権限がジム・ワトキンスに移譲されたと一般には信じられている。
2021年8月27日、米国下院特別委員会は、ジムに米連邦議会議事堂襲撃事件の記録を提出するように要求した。

## 災難
ワトキンス一家は、1994年1月17日のノースリッジ地震で、震源地の直上にあたるロサンゼルスレシーダ区に居住していたがコンドミニアムが倒壊し、のちに地震がほとんど発生しないウェストバージニア州ホイーリングへ転居したが、1996年1月に豪雪に伴い河川が氾濫（1996年の北米ブリザード）して自宅が流された。
2009年9月29日に、フィリピンのパシッグ市にある自宅が台風16号による記録的豪雨のため水没し、一時消息不明となった。

## Qアノン
Qアノンとは、「世界的な児童性的人身売買組織を運営している、悪魔崇拝の小児性愛者のカバールが、それらと戦いを繰り広げているドナルド・トランプ大統領に対して陰謀を企てている」などと主張する極右の陰謀論である。この陰謀論は、「Q」と呼ばれる素性不明の個人またはグループによって広められた。Qは元々この主張を4chanに投稿していたが、後に8chanに投稿するようになった。 Qは8chan以外には投稿しないと述べている。
多くのジャーナリストや陰謀論研究者は、ワトキンス親子がQと協力しているか、Qの素性を知っているか、またはワトキンス自身がQであると考えている。2019年8月に発生した3回の銃乱射事件の後、8chanがインターネット上から消失した時、Qは投稿を停止した。11月に再開されると、Qが再び出現した。一部の研究者は、8chanが閉鎖された時、他の場所に投稿するのではなく、再開されるのを待つというQの選択は、ワトキンスがQの背後にいることを示していると考えている。
2020年6月の『アトランティック』の記事によると、フレドリック・ブレナンは、「Qはジムまたは（その息子の）ロン・ワトキンス（ロナルド・ワトキンス）を知っているか、ジムまたはロン・ワトキンスに雇われたと100%確信している」と述べた。
2020年、ワトキンスはQアノンを推進する政治家候補者を支援することを目的に、「ディープステートの武装解除」という政治行動委員会を設立した。
2022年2月、毎日新聞がワトキンス親子の取材に成功。ジムはインタビューで「Qアノンは日本発祥の匿名掲示板カルチャーから始まったのだから、日本が生み出したともいえる」と持論を展開した。

## メディア出演
- Q: Into the Storm（2021年3月21日 - 4月4日、HBO）